# National Secular Society
De National Secular Society (NSS) is een Britse organisatie die het secularisme uitdraagt en ervoor staat dat niemand voor- of nadeel mag ondervinden van zijn religie of andere, niet-godsdienstige, levensovertuiging. Ze werd in 1866 opgericht door de Britse vrijdenker Charles Bradlaugh. De NSS is lid van de Europese Humanistische Federatie.

## Standpunten
Hoewel de organisatie opgericht werd voor mensen die het bovennatuurlijke verwerpen, strijdt de NSS niet voor het beëindigen van religie. Ze beschouwt 'vrijheid van religie' evenals 'vrij zijn van religie' als een mensenrecht. Hieruit volgt dat het financieel sponsoren van een select aantal levensovertuigingen door de staat ingaat tegen dat recht.
De NSS huldigt het standpunt dat het geloof een privézaak is - voor thuis of in een accommodatie voor het geloof - en niet in het openbaar thuishoort. In het opkomen voor de rechten en standpunten van atheïsten is de organisatie vaak kritisch op wat het ziet als schadelijke gevolgen van religie. Ze kwam ook al op voor onder meer de rechten van vrouwen en homoseksuelen en voor vrijheid van meningsuiting.
De NSS draait volledig op geld uit de contributie van haar leden en uit donaties.

## Bekende leden
Tot de bekende leden van de NSS behoren onder meer:
- Peter Atkins
- Iain Banks
- Richard Dawkins
- Taslima Nasreen
- Harold Pinter
- Philip Pullman
- Sophie in 't Veld
- Gore Vidal